# Resolutie 686 Veiligheidsraad Verenigde Naties
Resolutie 686 van de Veiligheidsraad van de Verenigde Naties werd op 2 maart 1991 met elf stemmen voor, een van Cuba tegen en drie onthoudingen van China, India en Jemen aangenomen door de VN-Veiligheidsraad.

## Achtergrond
Op 2 augustus 1990 viel Irak zijn zuiderbuur Koeweit binnen en bezette dat land. Nog diezelfde dag werd de inval door de VN-Veiligheidsraad veroordeeld in resolutie 660. Deze resolutie eiste ook een onmiddellijke terugtrekking van Irak, maar daar kwam niets van terecht. Met resolutie 678 stelde de Veiligheidsraad Irak een ultimatum om voor 15 januari 1991 aan de voorgaande resoluties te voldoen. Irak gaf hier geen gehoor aan, en de dag na het verstrijken van het ultimatum begon een coalitie van 34 landen onder leiding van de Verenigde Staten operatie Desert Storm met grootschalige luchtbombardementen gevolgd door een grondoffensief.

## Inhoud
De Veiligheidsraad:
- Herinnert aan de resoluties 660, 661, 662, 664, 665, 666, 667, 669, 670, 674, 677 en 678.
- Herinnert aan de verplichtingen van de lidstaten.
- Herinnert ook aan paragraaf °9 van resolutie 661 over hulp aan Koeweit en paragraaf °3 (c) over voorraden die strikt voor medische doeleinden zijn en voedsel voor in humanitaire omstandigheden.
- Neemt nota van de brieven van Irak om akkoord te gaan met alle bovenstaande resoluties en de vrijlating van alle krijgsgevangenen.
- Bemerkt het einde van de gevechtsoperaties van Koeweit en de lidstaten volgend op resolutie 678.
- Denkt eraan dat verzekering van Iraks vreedzame intenties en het herstel van de vrede noodzakelijk is.
- Benadrukt dat Irak maatregelen moet nemen die een definitief einde van de vijandelijkheden toelaten.
- Bevestigt de toezegging van alle lidstaten tot de onafhankelijkheid, soevereiniteit en territoriale integriteit van Irak en Koeweit en hun intentie om hun militaire aanwezigheid in Irak zo snel mogelijk te beëindigen.
- Handelt onder Hoofdstuk VII van het Handvest.

1. Bevestigt dat alle twaalf de resoluties hierboven van kracht zijn.
2. Eist dat Irak alle twaalf de resoluties uitvoert en vooral:
a. Zijn acties om Koeweit te annexeren onmiddellijk intrekt.
b. Zijn aansprakelijkheid voor elk verlies, schade of verwonding aanvaardt.
c. Onmiddellijk alle gevangen buitenlanders vrijlaat en overleden gevangenen repatrieert.
d. Alle in beslag genomen Koeweitse eigendommen onmiddellijk teruggeeft.
3. Eist ook dat Irak:
a. Alle vijandelijke of provocerende acties van haar troepen tegen alle lidstaten, waaronder raketaanvallen en vluchten van gevechtsvliegtuigen, stopt.
b. Commandanten aanstelt om met hun collega's van Koeweit en de lidstaten het einde van de vijandelijkheden te regelen.
c. Onmiddellijk voor de vrijlating van krijgsgevangenen en repatriëring van overleden militairen zorgt.
d. Alle informatie geeft over mijnen, boobytraps en andere explosieven, alsook chemische- en biologische wapens in Koeweit, Irak en aangrenzende wateren waar troepen van de lidstaten aanwezig zijn.
4. Erkent dat paragraaf °2 van resolutie 678 van kracht blijft in de periode die Irak nodig heeft om aan de paragrafen °2 en °3 hierboven te voldoen.[1]
5. Verwelkomt de beslissing van Koeweit en de lidstaten om Iraakse krijgsgevangenen vrij te laten zoals vereist door de Derde Geneefse Conventie.
6. Vraagt alle lidstaten, de Verenigde Naties, de gespecialiseerde organisaties en andere internationale organisaties samen te werken met Koeweit aan de heropbouw van het land.
7. Beslist dat Irak de secretaris-generaal en de Veiligheidsraad moet inlichten als het bovenstaande acties heeft uitgevoerd.
8. Besluit ook om actief op de hoogte te blijven teneinde een snel einde aan de vijandelijkheden te verzekeren.

## Verwante resoluties
- Resolutie 677 Veiligheidsraad Verenigde Naties (1990)
- Resolutie 678 Veiligheidsraad Verenigde Naties (1990)
- Resolutie 687 Veiligheidsraad Verenigde Naties
- Resolutie 688 Veiligheidsraad Verenigde Naties

Lijst ·  684 ·  685 ·  686 ·  687 ·  688 ·  689 ·  690 ·  691 ·  692 ·  693 ·  694 ·  695 ·  696 ·  697 ·  698 ·  699 ·  700 ·  701 ·  702 ·  703 ·  704 ·  705 ·  706 ·  707 ·  708 ·  709 ·  710 ·  711 ·  712 ·  713 ·  714 ·  715 ·  716 ·  717 ·  718 ·  719 ·  720 ·  721 ·  722 ·  723 ·  724 ·  725